# Каюга (округ)
Шаблон:StateAbbr_ 43°00′00″ пн. ш. 76°34′00″ зх. д. / 43° пн. ш. 76.566666666667° зх. д.
Округ Каюґа (англ. Cayuga County) — округ (графство) у штаті Нью-Йорк, США. Ідентифікатор округу 36011.

## Історія
Округ утворений 1683 року.

## Демографія
За даними перепису 
2000 року 
загальне населення округу становило 81963 осіб, зокрема міського населення було 38927, а сільського — 43036.
Серед мешканців округу чоловіків було 41430, а жінок — 40533. В окрузі було 30558 домогосподарств, 20829 родин, які мешкали в 35477 будинках.
Середній розмір родини становив 3,04.
Віковий розподіл населення поданий у таблиці:
| Стать    | До 15 років | 15-21 | 22-29 | 30-39 | 40-49 | 50-65 | 65-85 | Понад 85 |
| -------- | ----------- | ----- | ----- | ----- | ----- | ----- | ----- | -------- |
| Чоловіки | 8520        | 4051  | 4134  | 6876  | 6742  | 6310  | 4367  | 430      |
| Жінки    | 8146        | 3920  | 3229  | 5780  | 6337  | 6109  | 5918  | 1094     |

## Суміжні округи
- Принс-Едвард, Онтаріо, Канада — північ
- Освіго — північний схід
- Онондага — схід
- Кортленд — південний схід
- Томпкінс — південь
- Сенека — захід
- Вейн — захід

## Виноски
1. ↑  Long J. H. Atlas of Historical County Boundaries — [Chicago, Illinois]: The Newberry Library, 2010.
2. ↑  U.S. Decennial Census. United States Census Bureau. Архів оригіналу за 26 квітня 2015. Процитовано 3 січня 2015.
3. ↑  Historical Census Browser. University of Virginia Library. Архів оригіналу за 11 Серпня 2012. Процитовано 3 січня 2015.
4. ↑  Population of Counties by Decennial Census: 1900 to 1990. United States Census Bureau. Архів оригіналу за 19 Лютого 2015. Процитовано 3 січня 2015.
5. ↑  Census 2000 PHC-T-4. Ranking Tables for Counties: 1990 and 2000 (PDF). United States Census Bureau. Архів оригіналу (PDF) за 18 Грудня 2014. Процитовано 3 січня 2015.
6. ↑  State & County QuickFacts. United States Census Bureau. Архів оригіналу за 8 липня 2011. Процитовано 11 жовтня 2013.(англ.) Наведено за англійською вікіпедією.
7. ↑  American FactFinder. Бюро перепису населення США. Архів оригіналу за 29 липня 2011. Процитовано 31 січня 2008.

| США | Це незавершена стаття з географії США. Ви можете допомогти проєкту, виправивши або дописавши її. |